# Neonesidea bradyi
Neonesidea bradyi is een mosselkreeftjessoort uit de familie van de Bairdiidae. De wetenschappelijke naam van de soort is voor het eerst geldig gepubliceerd in 1957 door Bold.